# كواد (وحدة)

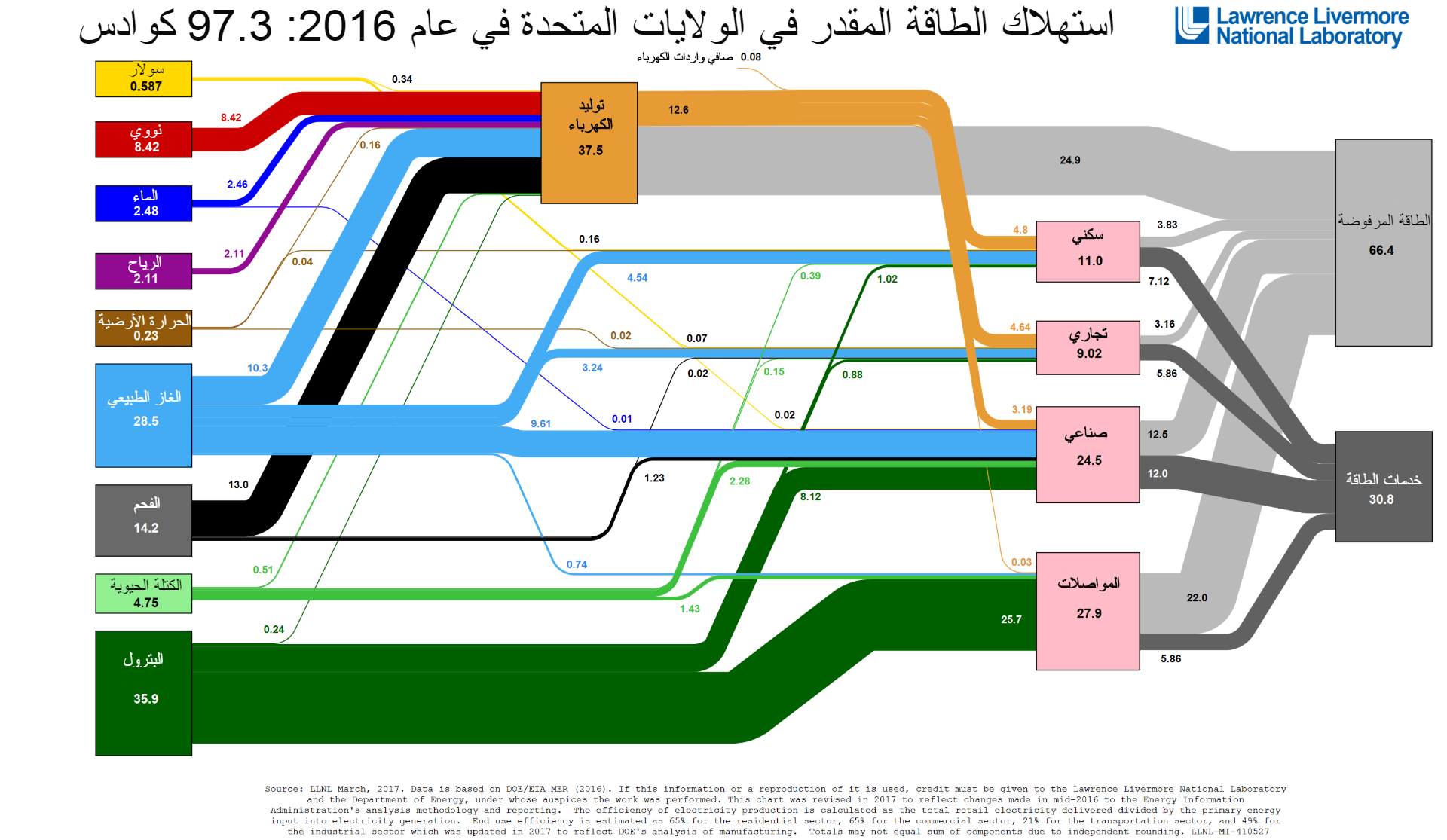
مخطط سانكي يستخدم وحدة الكواد.

الكواد، وحدة طاقة تساوي 1015 (كوادريون قصير المدى) وحدة حرارية بريطانية، أو ما يقابل 1.055 × 1018 جول (1.055 اكستراجول أو إي جول) في نظام الوحدات الدولي.
يتم استخدام الوحدة من قبل وزارة الطاقة الأمريكية في مناقشة الاستهلاك العالمي للطاقة. بلغ الإنتاج العالمي للطاقة الأولية في عام 2004 446 كواد، أي ما يعادل 471 أي جول.

## التحويلات
بعض الأنواع الشائعة للطاقة والتي تساوي تقريبًا 1 كواد هي:
- 8,007,000,000 جالون (أمريكي) من البنزين.
- 293,071,000,000 كيلو وات ساعة.
- 293.07 تيرا وات ساعة.
- 33.434 جيجا وات سنة.
- 36,000,000 طن من الفحم.
- 970,434,000,000 قدم مكعب من الغاز الطبيعي.
- 5,996,000,000 غالون بريطاني من زيت الديزل.
- 25,200,000 طن من البترول.
- 252,000,000 طن من مادة تي ان تي أو خمسة أضعاف الطاقة من تجربة القيصر بومبا النووية.
- 13.3 طن من اليورانيوم 235.

## وصلات خارجية
- وحدة الكواد- بريتانيكا.
- الكواد- تعليم الطاقة.